# Francesc Martí i Viladamor
Francisco Martí y Viladamor o Francesc Martí i Viladamor (Puigcerdà, 30 d'agost de 1616 - Perpinyà, 21 de desembre del 1687) format a Barcelona com a jurisconsult fou fiscal de la Batllia General de Catalunya i un dels enviats al Congrés de Münster el 1646 per negociar la pau amb el Regne de França, traí l'encàrrec del Consell de Cent i de la Diputació del General, conspirant per a la incorporació del Rosselló a França. Al seu retorn a Catalunya fou desposseït dels seus càrrecs i el 1652 passà a França on fou protegit del bisbe Pèire de Marca.

## Obres
Va escriure, una desena d'obres, els títol de les quals són:
- El verdadero ángel de luz, 1640. Conservat en còpies manuscrites.
- Avisos del castellano fingido al insigne Principado de Cataluña. Barcelona: Gabriel Nogués, 1641.
- Noticia universal de Cataluña. [Barcelona : Sebastià de Cormellas, 1640]. Sense peu d'impremta, però d'aquest impressor; mentre estava treballant aquesta obra en defensa de Catalunya en les turbulències de 1640 (Guerra dels Segadors), va sortir la «'Proclamación Católica de Sala, que tenia un plantejament similar, i va haver de fer modificacions per a evitar repeticions. Encarregada pel Consell de Cent de Barcelona, va tenir un gran èxit i se'n feren dues edicions més en 1641, impreses per Llorenç Déu i el mateix Cormellas, a més d'una traducció al portuguès publicada a Lisboa també en 1641.
- Delirios de la pasión en la muerte de la envidia. Barcelona: Llorenç Déu, 1641.
- Cataluña en Francia, Castilla sin Cataluña, y Francia contra Castilla. Barcelona: Llorenç Déu, 1641. L'obra es publicà però fou retirada immediatament de la circulació per les autoritats per la postura obertament profrancesa; en 1643 torna al mercat, amb l'afegit d'un nou plec on explica la prohibició.
- Catalonia sub Urbano foeliciter renata, amota vi iustitiaque eminente: politica vera, regimen certum optimae reipublicae. Barcelona: Sebastià de Cormellas, 1642. Publicada sota el pseudònim de Marc Tixell, probablement per la prohibició de l'obra anterior.
- Triunfos del amor, gloria del afecto, fiestas de la lealtad verdadera. Barcelona: por Gabriel Nogués, 1642. També publicada sense nom d'autor, encara que apareix en un poema acròstic a l'interior.
- Praesidium inexpugnabile principatus Cathaloniae; pro jure eligendi Christianissimum Monarcham. Barcelona: Sebastià de Cormellas, 1644.[5]
- Defensa de la autoridad en las eclesiásticas personas del Principado de Cataluña. Barcelona: Pedro Juan Dexeu, 1646. Publicada quan era advocat de la Batllia de Catalunya, sobre el fet de tres capitulars de la catedral de Barcelona.
- Manifiesto de la fidelidad catalana y perversidad enemigo. [París : Imprimerie royale], 1646.[6] Obra que, en defensar els arguments contraris a la posició de les autoritats catalanes durant la negociació de la pau, va provocar la seva desgràcia.
- Temas de la locura. ó embustes de la malicia. París: Julien Jacquin, 1648. És una autodefensa i resposta jurídica al seu procés judicial, i en concret a l'al·legació de Dídac Cisteller (Barcelona, 1647) que l'acusava. En ella explica detalladament la seva activitat política i les seves obres.

Malgrat que l'autor havia anunciat que preparava un Espejo de catalanes, no va arribar a acabar-lo ni a publicar-lo mai.